# N.R.M.
N.R.M. (Niezaležnaja Respublika Mroja – Nezávisla Republika Snů) běloruská rocková skupina založená roku 1994 členy skupiny Mroja. Skupina ve zpěvu a kontaktu s publikem používá jen běloruštinu.

## Členové skupiny
- Liavon Volski – vokály, kytara
- Pit Paŭłaŭ – kytara
- Juraś Laŭkoŭ – baskytara
- Aleh Dziemidovič – perkuse

## Diskografie
- Łałałała (1995)
- Odzirydzidzina (1996)
- Made in N.R.M. (1997)
- Pašpart hramadzianina N.R.M. (Pas občana N.R.M. – 1998)
- Akustyčnyja kancerty kanca XX stahodździa (Akustické koncerty konce XX. století – 1999)
- Try čarapachi (Tři želvy – 2000)
- Dom kultury (Kulturní Dům – 2002)
- Spravazdača 1994-2004 (Závěrka 1994-2004. – 2004)
- 06 (2007)